# Ahmed Khalil (calciatore 1991)
Ahmed Khalil Sebait Mubarak Al Junaibi, comunemente noto come Ahmed Khalil (in arabo أحمد خليل سبيت مبارك الجنيبي‎?; Sharja, 8 giugno 1991), è un calciatore emiratino, attaccante dell'Al-Bataeh.

## Biografia
Ahmed nasce nel giugno del 1991 a Sharja da una famiglia di calciatori;il padre, Khalil Sebait, era stato calciatore in una squadra del Kuwait. Anche i fratelli di Ahmed: Fahd, Fouad, Faisal, Fathi e Mohamed sono stati tutti calciatori, giocando tutti per l'Al-Ahli.

## Carriera

### Club
Ahmed Khalil comincia a giocare a pallone a 8 anni. È notato dagli osservatori dell'Al-Ahli, che decidono di farlo entrare a far parte delle loro giovanili. Nel 2007, a causa di alcuni infortuni di giocatori titolari, Khalil ha la possibilità di esordire nella UAE Pro-League, dove dimostra già di essere pronto per giocare in prima squadra. Il 13 maggio 2007, all'età di sedici anni, realizza il suo primo goal con la maglia dell'Al-Ahli nella vittoria per 4-1 contro l'Al-Wahda.La stagione successiva l'allenatore ceco Ivan Hašek lo fa rimanere nel giro della prima squadra, Khalil ricambia la fiducia del mister e contribuisce alla vittoria della UAE Pro-League 2008-2009.
Nell'estate 2009 si diffondono notizie di un interessamento per il giocatore, da parte del club inglese del Portsmouth Football Club, ma il trasferimento non si concretizza
Ahmed dalla stagione 2009-2010 è divenuto uno dei punti fondamentali dell'Al-Ahli; il 18 marzo 2010 realizza anche la sua prima tripletta in carriera, nella vittoria per 4-2, contro i rivali cittadini dell'Al-Nasr.
L'attaccante nelle stagioni successive continua a contribuire ai successi dell'Al-Ahli con i suoi goal. Nella stagione 2014-2015, Khalil conduce la squadra fino ad una storica finale nella AFC Champions League 2015, persa però contro i cinesi del Guangzhou; la cavalcata fino alla finale continentale ed i quattro goal realizzati con la nazionale emiratina nella Coppa d'Asia 2015, conclusa poi al terzo posto, portano Ahmed ad essere nominato Calciatore asiatico dell'anno per l'anno 2015,diventando il primo giocatore degli Emirati Arabi Uniti a ricevere questo riconoscimento..
Nell'estate 2017, dopo quattordici anni come giocatore dell'Al-Ahli, si trasferisce presso il club di Abu Dhabi dell'Al-Jazira. L'avventura con il nuovo club però non decolla, Ahmed 
nella prima parte della stagione è vittima di vari infortuni e colleziona solo due presenze in campionato; decide quindi, dopo solo 4 mesi di permanenza, di uscire dal contratto di quattro anni firmato con Al-Jazira.
Dopo aver rescisso il contratto con la squadra di Abu Dhabi, il 16 gennaio 2018 firma un contratto di sei mesi con l'Al-Ain; con la squadra di al-'Ayn ritrova continuità collezionando tra le varie competizioni 21 presenze in cui realizza anche 9 goal, vincendo sia la UAE Arabian Gulf League 2017-2018 e la Coppa del Presidente degli Emirati Arabi Uniti 2017-2018.
Terminato il contratto con l'Al-Ain nell'estate 2018, Ahmed dopo una sola stagione di lontananza ritorna all'Shabab Al-Ahli. Tornato nel club dove era cresciuto Ahmed gioca altre due stagioni ad alti livelli come titolare, contribuendo alla vittoria della UAE Arabian Gulf Cup 2018-2019 e la Coppa del Presidente degli Emirati Arabi Uniti 2018-2019, dove realizza la doppietta decisiva nella finale vinta per 2-1 contro l'Al Dhafra. La stagione successiva Ahmed realizza 13 goal in 16 presenze stagionali, prima che la UAE Arabian Gulf League 2019-2020 venisse interrotta dalla diffusione della Pandemia di COVID-19. Nelle due stagioni che seguirono l'attaccante, tormentato da nuovi problemi fisici, non riuscì quasi mai a scendere in campo collezionando appena 9 presenze con 2 goal tra la stagione 2020-21 e la 
stagione 2021-22.
Nell'estate 2022, terminato il contratto con l'Shabab Al-Ahli, decide di lasciare nuovamente il club per iniziare una nuova avventura con la piccola squadra emiratina dell'Al-Bataeh

### Nazionale
Esordì in nazionale maggiore già a 18 anni, nella partita valida per le qualificazioni al mondiale 2010 contro la Corea del Nord. Con la nazionale olimpica emiratina ha partecipato alle olimpiadi 2012. Ha preso parte a tre fasi finali della Coppa d'Asia (2011, 2015, 2019).

## Statistiche
aggiornato al 7 aprile 2024
| Club            | Stagione        | Campionato | Campionato | Campionato | Coppe Nazionali 1 | Coppe Nazionali 1 | Coppe Nazionali 1 | Golfo | Golfo | Golfo  | Asia | Asia | Asia   | Mondiale per Club | Mondiale per Club | Mondiale per Club | Totale | Totale | Totale |
| Club            | Stagione        | App        | Goal       | Assist     | App               | Goal              | Assist            | App   | Goal  | Assist | App  | Goal | Assist | App               | Goal              | Assist            | App    | Goal   | Assist |
| --------------- | --------------- | ---------- | ---------- | ---------- | ----------------- | ----------------- | ----------------- | ----- | ----- | ------ | ---- | ---- | ------ | ----------------- | ----------------- | ----------------- | ------ | ------ | ------ |
| Al-Ahli Dubai   | 2006–07         | 4          | 4          | 2          | —                 | —                 | —                 | —     | —     | —      | —    | —    | —      | —                 | —                 | —                 | 4      | 4      | 2      |
| Al-Ahli Dubai   | 2007–08         | 14         | 4          | 4          | 4                 | 5                 | 2                 | —     | —     | —      | —    | —    | —      | —                 | —                 | —                 | 18     | 9      | 6      |
| Al-Ahli Dubai   | 2008–09         | 6          | 2          | 3          | 3                 | 0                 | 1                 | —     | —     | —      | 4    | 1    | 0      | —                 | —                 | —                 | 13     | 3      | 4      |
| Al-Ahli Dubai   | 2009–10         | 18         | 11         | 9          | 3                 | 0                 | 1                 | —     | —     | —      | 6    | 2    | 0      | 0                 | 0                 | 0                 | 27     | 13     | 10     |
| Al-Ahli Dubai   | 2010–11         | 18         | 5          | 3          | 0                 | 0                 | 0                 | 3     | 0     | 0      | —    | —    | —      | —                 | —                 | —                 | 21     | 5      | 3      |
| Al-Ahli Dubai   | 2011–12         | 23         | 10         | 3          | 3                 | 2                 | 0                 | —     | —     | —      | —    | —    | —      | —                 | —                 | —                 | 26     | 12     | 4      |
| Al-Ahli Dubai   | 2012–13         | 25         | 8          | 4          | 2                 | 1                 | 0                 | —     | —     | —      | —    | —    | —      | —                 | —                 | —                 | 27     | 9      | 0      |
| Al-Ahli Dubai   | 2013–14         | 23         | 15         | 6          | 4                 | 2                 | 1                 | —     | —     | —      | 6    | 1    | 0      | —                 | —                 | —                 | 32     | 18     | 7      |
| Al-Ahli Dubai   | 2014–15         | 25         | 11         | 9          | 3                 | 5                 | 1                 | —     | —     | —      | 13   | 5    | 2      | —                 | —                 | —                 | 40     | 21     | 12     |
| Al-Ahli Dubai   | 2015–16         | 10         | 11         | 8          | 2                 | 2                 | 1                 | —     | —     | —      | 4    | 2    | 1      | —                 | —                 | —                 | 16     | 15     | 10     |
| Al-Ahli Dubai   | 2016–17         | 19         | 12         | 4          | 1                 | 1                 | 0                 | —     | —     | —      | 3    | 0    | 0      | —                 | —                 | —                 | 29     | 13     | 4      |
| Al-Ahli Dubai   | Totale          | 185        | 93         | 55         | 25                | 18                | 7                 | 3     | 0     | 0      | 36   | 11   | 3      | 0                 | 0                 | 0                 | 249    | 122    | 65     |
| Al-Jazira       | 2017–18         | 2          | 0          | 0          | 0                 | 0                 | 0                 | —     | —     | —      | 0    | 0    | 0      | —                 | —                 | —                 | 2      | 0      | 0      |
| Al-Jazira       | Totale          | 2          | 0          | 0          | 0                 | 0                 | 0                 | 0     | 0     | 0      | 0    | 0    | 0      | 0                 | 0                 | 0                 | 2      | 0      | 0      |
| Al-Ain          | 2017–18         | 9          | 4          | 0          | 5                 | 3                 | 0                 | —     | —     | —      | 7    | 2    | 0      | 0                 | 0                 | 0                 | 21     | 9      | 0      |
| Al-Ain          | Totale          | 9          | 4          | 0          | 5                 | 3                 | 0                 | 0     | 0     | 0      | 7    | 2    | 0      | 0                 | 0                 | 0                 | 21     | 9      | 0      |
| Shabab Al-Ahli  | 2018–19         | 20         | 9          | 5          | 6                 | 2                 | 1                 | —     | —     | —      | —    | —    | —      | —                 | —                 | —                 | 26     | 11     | 6      |
| Shabab Al-Ahli  | 2019–20         | 16         | 13         | 2          | 7                 | 2                 | 2                 | —     | —     | —      | 6    | 0    | 0      | —                 | —                 | —                 | 29     | 15     | 4      |
| Shabab Al-Ahli  | 2020–21         | 5          | 2          | 1          | 0                 | 0                 | 0                 | —     | —     | —      | —    | —    | —      | —                 | —                 | —                 | 5      | 2      | 1      |
| Shabab Al-Ahli  | 2021–22         | 4          | 0          | 0          | 1                 | 0                 | 0                 | —     | —     | —      | —    | —    | —      | —                 | —                 | —                 | 5      | 0      | 0      |
| Shabab Al-Ahli  | Totale          | 45         | 24         | 8          | 14                | 4                 | 3                 | 0     | 0     | 0      | 6    | 0    | 0      | 0                 | 0                 | 0                 | 65     | 28     | 11     |
| Al-Bataeh       | 2022-23         | 7          | 0          | 0          | 3                 | 2                 | 0                 | —     | —     | —      | —    | —    | —      | —                 | —                 | —                 | 10     | 2      | 0      |
| Al-Bataeh       | 2023-24         | 18         | 2          | 0          | 2                 | 0                 | 0                 | —     | —     | —      | —    | —    | —      | —                 | —                 | —                 | 20     | 2      | 0      |
| Al-Bataeh       | 2024-25         | 11         | 1          | 0          | 1                 | 0                 | 0                 | —     | —     | —      | —    | —    | —      | —                 | —                 | —                 | 12     | 1      | 0      |
| Totale Carriera | Totale Carriera | 265        | 123        | 63         | 46                | 25                | 10                | 3     | 0     | 0      | 49   | 13   | 3      | 0                 | 0                 | 0                 | 353    | 163    | 76     |

1Le coppe nazionali includono President Cup, Etisalat Cup e la Etisalat Super Cup

### Cronologia presenze e reti in Nazionale
| Cronologia completa delle presenze e delle reti in nazionale ― Emirati Arabi Uniti | Cronologia completa delle presenze e delle reti in nazionale ― Emirati Arabi Uniti | Cronologia completa delle presenze e delle reti in nazionale ― Emirati Arabi Uniti | Cronologia completa delle presenze e delle reti in nazionale ― Emirati Arabi Uniti | Cronologia completa delle presenze e delle reti in nazionale ― Emirati Arabi Uniti | Cronologia completa delle presenze e delle reti in nazionale ― Emirati Arabi Uniti | Cronologia completa delle presenze e delle reti in nazionale ― Emirati Arabi Uniti | Cronologia completa delle presenze e delle reti in nazionale ― Emirati Arabi Uniti |
| Data                                                                               | Città                                                                              | In casa                                                                            | Risultato                                                                          | Ospiti                                                                             | Competizione                                                                       | Reti                                                                               | Note                                                                               |
| ---------------------------------------------------------------------------------- | ---------------------------------------------------------------------------------- | ---------------------------------------------------------------------------------- | ---------------------------------------------------------------------------------- | ---------------------------------------------------------------------------------- | ---------------------------------------------------------------------------------- | ---------------------------------------------------------------------------------- | ---------------------------------------------------------------------------------- |
| 05-01-2019                                                                         | Abu Dhabi                                                                          | Emirati Arabi Uniti                                                                | 1 – 1                                                                              | Bahrein                                                                            | Coppa d'Asia 2019 - 1º turno                                                       | 1                                                                                  | 88’                                                                                |
| 14-01-2019                                                                         | al-'Ayn                                                                            | Emirati Arabi Uniti                                                                | 1 – 1                                                                              | Thailandia                                                                         | Coppa d'Asia 2019 - 1º turno                                                       | -                                                                                  | 74’                                                                                |
| 21-01-2019                                                                         | Abu Dhabi                                                                          | Emirati Arabi Uniti                                                                | 3 – 2 dts                                                                          | Kirghizistan                                                                       | Coppa d'Asia 2019 - Ottavi di finale                                               | 1                                                                                  | 98’                                                                                |
| 29-01-2019                                                                         | Abu Dhabi                                                                          | Qatar                                                                              | 4 – 0                                                                              | Emirati Arabi Uniti                                                                | Coppa d'Asia 2019 - Semifinale                                                     | -                                                                                  | 51’                                                                                |
| 14-11-2019                                                                         | Hanoi                                                                              | Vietnam                                                                            | 1 – 0                                                                              | Emirati Arabi Uniti                                                                | Qual. Mondiali 2022                                                                | -                                                                                  | 56’                                                                                |
| Totale                                                                             |                                                                                    | Presenze                                                                           | 5                                                                                  |                                                                                    | Reti                                                                               | 2                                                                                  |                                                                                    |

## Reti con la nazionale maggiore
| Gol | Data             | Stadio                                        | Avversario   | Marcatura | Risultato | Competizione                                           |
| --- | ---------------- | --------------------------------------------- | ------------ | --------- | --------- | ------------------------------------------------------ |
| 1.  | 21 gennaio 2009  | KLFA Stadium, Kuala Lumpur                    | Malaysia     | 5–0       | 5–0       | Qualificazione Coppa d'Asia 2011                       |
| 2.  | 5 gennaio 2010   | Maktoum Bin Rashid Al Maktoum Stadium, Dubai  | Malaysia     | 1–0       | 1–0       | 2011 Qualificazione Coppa d'Asia 2011                  |
| 3.  | 29 maggio 2010   | Sportzentrum Wurgl, Anif                      | Moldavia     | 3–2       | 3–2       | Amichevole                                             |
| 4.  | 7 settembre 2010 | Al Nahyan Stadium, Abu Dhabi                  | Kuwait       | 1–0       | 3–0       | Amichevole                                             |
| 5.  | 17 luglio 2011   | Sheikh Khalifa International Stadium, al-'Ayn | Libano       | 1–0       | 6–2       | Amichevole                                             |
| 6.  | 17 luglio 2011   | Sheikh Khalifa International Stadium, Al Ain  | Libano       | 2–0       | 6–2       | Amichevole                                             |
| 7.  | 17 luglio 2011   | Sheikh Khalifa International Stadium, Al Ain  | Libano       | 5–1       | 6–2       | Amichevole                                             |
| 8.  | 25 agosto 2011   | Sheikh Khalifa International Stadium, Al Ain  | Qatar        | 2–0       | 3–1       | Amichevole                                             |
| 9.  | 25 agosto 2011   | Sheikh Khalifa International Stadium, Al Ain  | Qatar        | 3–0       | 3–1       | Amichevole                                             |
| 10. | 2 settembre 2011 | Tahnoun bin Mohammed Stadium, Al Ain          | Kuwait       | 2–3       | 2–3       | Qualificazioni Mondiale 2014                           |
| 11. | 11 gennaio 2013  | Khalifa Sports Stadium, Isa Town              | Oman         | 1–0       | 2–0       | Coppa delle Nazioni del Golfo 2013                     |
| 12. | 11 gennaio 2013  | Khalifa Sports Stadium, Isa Town              | Oman         | 2–0       | 2–0       | Coppa delle Nazioni del Golfo 2013                     |
| 13. | 15 gennaio 2013  | Bahrain National Stadium, Riffa               | Kuwait       | 1–0       | 1–0       | Coppa delle Nazioni del Golfo 2013                     |
| 14. | 6 febbraio 2013  | My Dinh National Stadium, Hanoi               | Vietnam      | 1–0       | 2–1       | Qualificazioni alla Coppa delle nazioni asiatiche 2015 |
| 15. | 22 marzo 2013    | Stadio Sheikh Zayed, Abu Dhabi                | Uzbekistan   | 1–1       | 2–1       | Qualificazioni alla Coppa delle nazioni asiatiche 2015 |
| 16. | 5 gennaio 2019   | Zayed Sports City Stadium, Abu Dhabi          | Bahrein      | 1–1       | 1–1       | Coppa d'Asia 2019                                      |
| 17. | 21 gennaio 2019  | Zayed Sports City Stadium, Abu Dhabi          | Kirghizistan | 3–2       | 3–2       | Coppa d'Asia 2019                                      |

## Palmarès

### Club
- Campionato Emirati Arabi Uniti

Al Ahli: 2008-2009, 2013-2014, 2015-2016
Al Ain: 2017-2018
- Supercoppa degli Emirati Arabi Uniti

Al Ahli: 2008, 2012, 2014, 2016
- Coppa del Presidente degli Emirati Arabi Uniti

Al Ahli: 2007–2008, 2012–2013
Al Ain: 2017-2018
Shabab Al Ahli: 2018-2019
- UAE Arabian Gulf Cup

Al Ahli: 2012, 2014, 2017
Shabab Al Ahli: 2019

### Nazionale
- Coppa d'Asia Under-19

2008
- Coppa delle Nazioni del Golfo Under-23

2010
- Giochi asiatici

2010
- Coppa delle nazioni del Golfo

2013

### Individuale
- Miglior marcatore GCC U-17 Championship: 1

2006
- Miglior marcatore UAE President Cup: 1

2007–08
- Miglior marcatore Coppa d'Asia Under-19: 1

2008
- MVP Coppa d'Asia Under-19: 1

2008
- Giovane calciatore asiatico dell'anno: 1

2008
- Miglior marcatore Coppa delle Nazioni del Golfo Under-23: 1

2010
- Miglior marcatore Coppa delle Nazioni del Golfo: 1

2013
- Miglior Giovane Atleta Emiratino dell'Anno: 1

2010
- Al-Ahram Most promising Arab player of the Year: 2

2008, 2009
- Al Hadath Most promising Arab player of the Year: 1

2008
- Calciatore asiatico dell'anno: 1

2015